# Formicarius
Formicarius (dt. Der Ameisenhaufen) ist das bekannteste Werk des Dominikaners und Theologen Johannes Nider.
Gedacht als Prediger- und Erbauungsbuch, ist diese dialogisch aufgebaute lateinische Abhandlung, die zugleich eine Exempelsammlung darstellt, zugleich ein Spiegel ihrer Zeit, in dem der Ameisenhaufen als Metapher für den idealen Staat steht. Jedem der fünf Kapitel ist eine Eigenschaft der Ameisen vorangestellt. Im letzten Abschnitt geht das Werk auch auf Magie und Zauberei ein und berichtet ausführlich über die Hexenverfolgungen des Berner Landvogtes Peter von Greyerz im Schweizer Simmental.
1437/38 war das Werk auf dem Basler Konzil präsent, wobei besonders der fünfte Teil über die neue Sekte der Hexen besondere Aufmerksamkeit gefunden haben dürfte.
Etwa fünfzig Jahre später diente der mehrfach als Inkunabel gedruckte Formicarius als eine der hauptsächlich zitierten Quellen im Hexenhammer des Heinrich Institoris. Aber auch spätere Befürworter der Hexenverfolgung wie Martin Del Rio bezogen sich auf ihn, obwohl in ihm beispielsweise der reale Hexenflug angezweifelt wird.